# Ro(c)k podvraťáků
Ro(c)k podvraťáků je český film natočený v roce 2006 na námět a v režii Karla Janáka. Ve filmu hrají hlavní role chlapci, kteří hrají v rockové hudební skupině. Potřebují sehnat peníze, tak unesou psa lokálního bosse mafie. Později se zapletou i s policií.
Společně s filmem byla také vydána počítačová hra vytvořená českým studiem Centauri Production.